# Тайчи (деревня)
Тайчи (тат. Туйчы) — деревня в Тевризском районе Омской области России. Входит в состав Иваново-Мысского сельского поселения.

## История
О точной дате и истории возникновения деревни Тайчи нельзя говорить с полной уверенностью. В связи с отдаленностью деревни от города и иного крупного населенного пункта, да и в целом редко производимой переписью населения, первые письменные сведения с указанием деревни под названием Тайчи появляются лишь в XVIII веке. 
Так в книге “Потомкам о земле Тевризкой” значится: «Тайчи были заселены, ориентировочно, в 1720 году татарами, переселившимися с правого берега Иртыша. По переписи населения 19 века там числилось 60 дворов. В 1926 году в селе размещался сельский совет, объединивший близлежащие поселения Летнее, Зимнее, Новоникольск»
Эта версия подтверждается и в энциклопедии Омской области: «Тайчи основаны ориентировочно в 1720 году татарами, переселившимися с правого берега Иртыша. Затем прибыли переселенцы из Казанской, Самарской, Симбирской губерний»
Среди жителей деревни существуют легенды нескольких родах сибирских (коурдакских) татар проживавших в данной местности и о переселении предков из Бухары  с целью распространения ислама и торговли.
Название и этнический состав жителей деревни менялись неоднократно. Стоит обратить внимание на то, что территория современной деревни Тайчи относилась некогда к Коурдакской волости Тарского уезда (и по сведениям за 1822 год на основании «Устава об инородцах» именно в Тайчах находился центр управления Коурдакской волости, состоящей из 14 юрт). Каурдакский острог (Каурдак) — татарский городок, основанный в XVI в. для защиты от нападения калмыков и казахов. В XVII в. там жили служилые люди, которые наблюдали за движением калмыков и доносили об этом в Тобольск
Не стоит упускать из виду и тот факт, что жители деревни Тайчи всегда были сильно связаны с населением 2 близлежащих деревень – Летнее и Зимнее. 
У Долгих Б.О. в волости Коурдак Тарского уезда в 1625 г. упоминается д. Тенкешова, где проживало 24 чел. плательщика ясака. Более близкое к названию, под которым поселения были известны на протяжении XIX в. – Тепкашцы, есть на одной из карт С.У. Ремизова в Хорографической книге Сибири. В этом микрорегионе он указывает три населенных пункта с подписью «Тепкашцы», расположенных вокруг озера, имеющее сток в р. Иртыш, которое он называет оз. Тепкаш. Возможно это озеро Кавырдак — самое крупное в этом районе.
В путевых записках Г.Ф. Миллера (1734 г.) упоминается д. Tepkatsch-aul на р. Иртыш. В 1795 г. в Тепкашской проживало 145 муж., 125 жен. ясачных татар.
В XIX в. численность данных населенных пунктов сокращается. Уже в Списке населенных мест Российской империи (по состоянию на 1868-1869 года) есть сведения о двух деревнях Тепкашская Летняя и Тепкашская Зимняя. В каждой из них было по 7 дворов и проживало в первой - 18 муж., 18 жен.и 22 муж. и 15 жен. - во второй. Из цифр наглядно видно, что произошло резкое сокращение численности жителей. В этом же Списке населенных мест Российской империи между Шухово и Ивановым Мысом указана деревня инородцев Топчи при р. Иртыш, вероятно, это Тайчи, ранее этот населенный пункт не был известен по письменным источникам . 
Таким образом, неизвестно пока достоверно, по какой причине, но согласно различным источникам наша деревня меняла свое название неоднократно:
- в 1625 г. деревня могла называться Тенкешова;
- в 1701 г. название поменялось на Тепкашцы;
- в 1800-х гг. появляется название Топчи;
- и лишь в 1820-х годах деревня приобретает привычное нам название Тайчи. 
Большую роль в развитии деревни сыграли татары- переселенцы с Поволжья и Подмосковья. Согласно семейным преданиям и историческим источникам причинами переезда послужили: насильственное крещение, выдача земли и голод в Поволжье. 
На сегодняшний день основное население деревни - потомки поволжских татар, разговаривающих на казанско-татарском языке. 

## Население
| 1926 | 2010 |
| ---- | ---- |
| 669  | ↘495 |